# Passeur d'échantillons

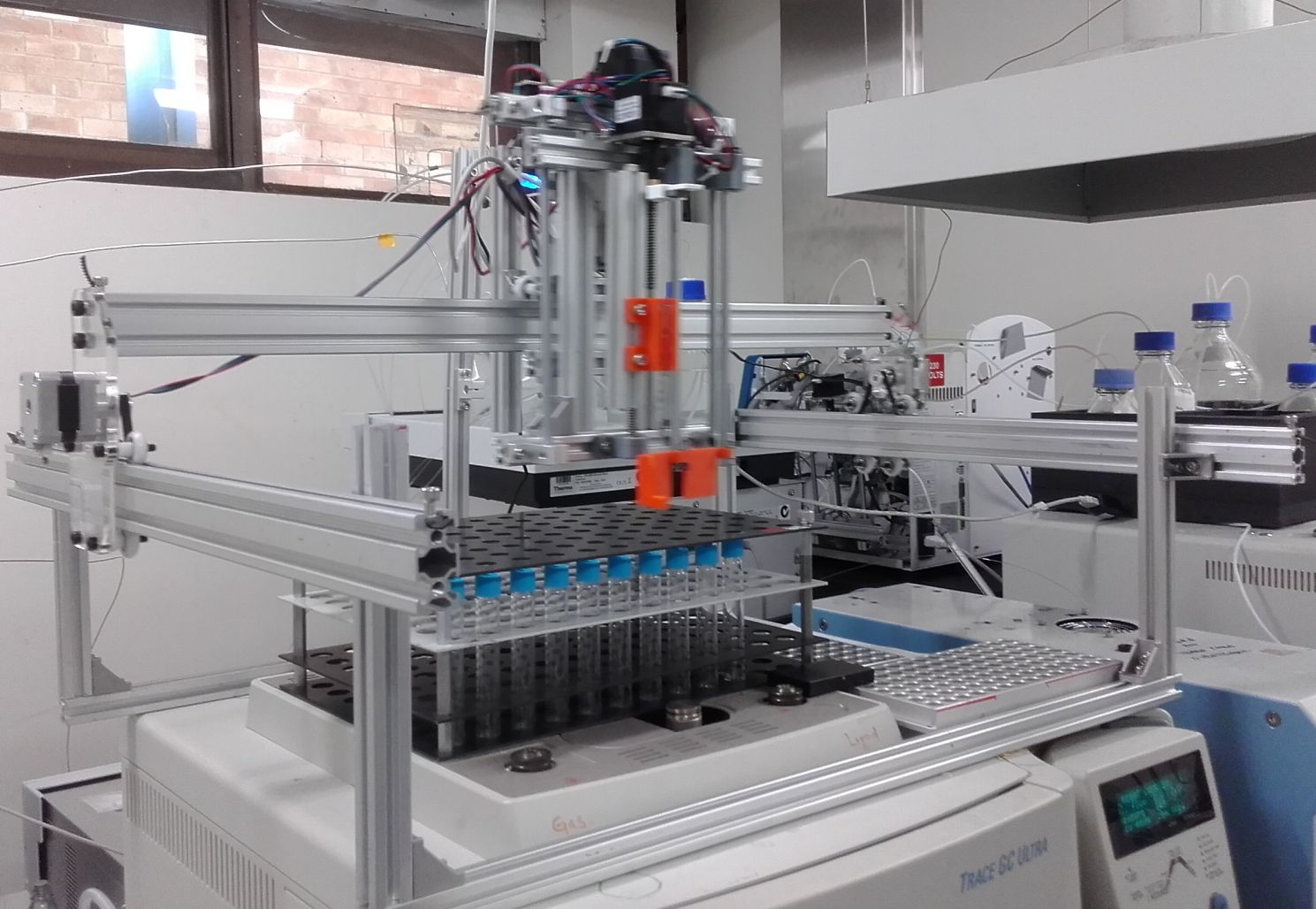
Passeur d'échantillons

Un passeur d'échantillons est un appareil couplé à un instrument d'analyse et qui lui fournit périodiquement des échantillons pour analyse.
Les passeurs d'échantillons permettent des gains substantiels de productivité et de précision dans de nombreux scénarios analytiques, et sont donc largement utilisés dans les laboratoires de recherche.

## Types
Les passeurs d'échantillons consistent normalement en un dispositif robotique qui peut soit amener l'échantillon à une station d'échantillonnage, soit apporter un dispositif d'échantillonnage à l'échantillon qui reste sur un plateau (ou un carrousel) avec d'autres échantillons.

### Pour les liquides

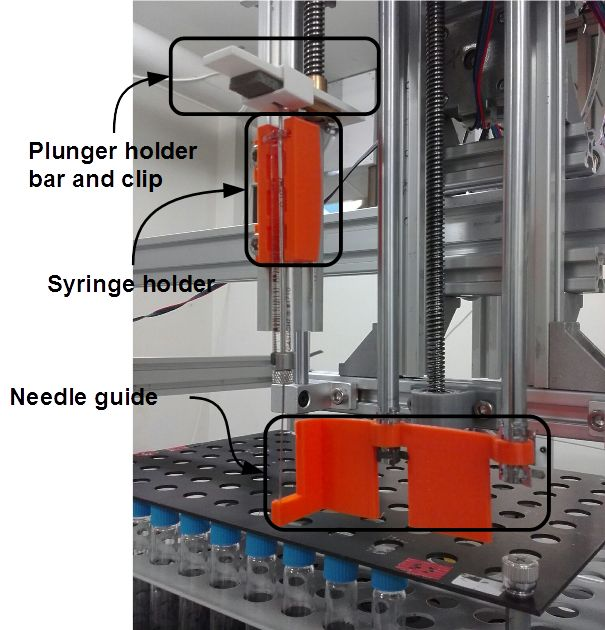
Appareil de manipulation de microseringues dans un passeur d'échantillons

Les passeurs d'échantillons pour liquides fonctionnent avec de nombreux types de machines qui effectuent différents types de mesures chimiques tels que les titreurs, les chromatographes, les spectromètres surtout RMN, les analyseurs d'eau (analyseurs de carbone total, analyseurs de carbone inorganiques dissous, analyseurs de nutriments), etc.
De nombreux passeurs d'échantillons pour liquides comprennent un carrousel et l'appareil d'échantillonnage. Le carrousel contient les échantillons et tourne autour de son centre pour que les échantillons changent de position horizontalement. Il peut y avoir plusieurs anneaux concentriques contenant des échantillons dans un carrousel. L'appareil d'échantillonnage peut être fixé horizontalement, en se déplaçant seulement de haut en bas pour permettre au carrousel de se déplacer, ou il peut également se déplacer horizontalement, selon la conception du système. L'appareil d'échantillonnage dans la plupart de ces passeurs d'échantillons consiste en une aiguille reliée à une seringue de pompage à distance par l'intermédiaire d'une tubulure. Des conceptions similaires ont été utilisées pour des titreurs, qui ne possèdent pas d'appareil d'échantillonnage, mais un appareil de titrage.
Une autre conception courante pour les passeurs d'échantillons de liquides est un appareil d'échantillonnage qui se déplace librement dans l'espace en trois directions. L'appareil d'échantillonnage, dans ces passeurs d'échantillons, peut également être simplement une aiguille, comme pour la plupart des passeurs d'échantillons à carrousel, ou il peut s'agir d'une seringue, dispensant ainsi le besoin d'une pompe à distance. Ce type de conception est approprié pour de petits volumes d'échantillons (de l'ordre de dizaines de microlitres), couramment utilisés en chromatographie en phase gazeuse, par exemple.
Un type de passeurs d'échantillons moins courant, mais potentiellement beaucoup plus abordable, est un bras robotique qui transporte l'échantillon dans le tube ou l'aiguille d'échantillonnage, ou dans la zone de titrage.

### Pour les solides

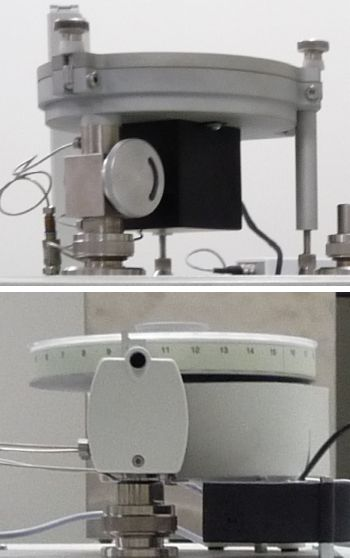
Deux différents passeurs d'échantillons pour les solides. Les deux se composent de carrousels motorisés.

Les passeurs d'échantillons pour les solides sont utilisés conjointement avec les analyseurs élémentaires. Les modèles courants consistent en un carrousel qui contient les échantillons qui sont généralement enveloppés dans une feuille de métal (généralement de l'étain ou de l'argent). Habituellement, en faisant tourner le carrousel sur un nombre déterminé de degrés, un échantillon est introduit dans la cellule d'analyse, qui est constamment purgé par un gaz vecteur tel que l'hélium.

### Pour les gaz
Les passeurs d'échantillons pour les gaz peuvent être aussi simples qu'une pompe qui aspire en continu de l'air ou tout mélange de gaz à l'intérieur du dispositif analytique. Ils peuvent aussi être les mêmes que ceux utilisés pour les liquides, mais avec une seringue étanche aux gaz.

## Problèmes de compatibilité

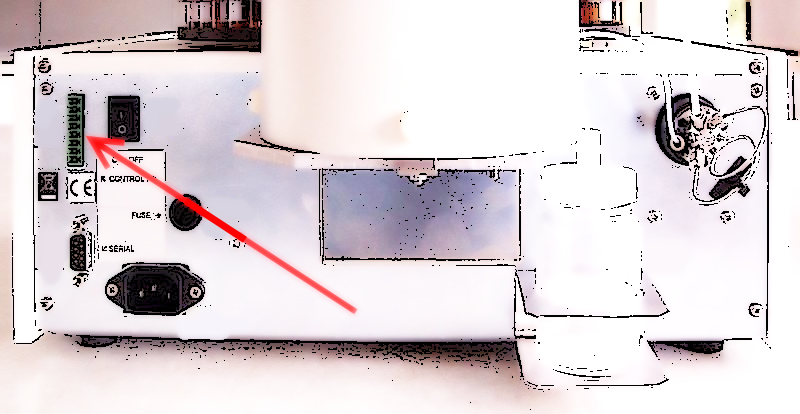
Ports de contact d'un passeur d'échantillons AutoQuest.

De nombreux passeurs d'échantillons sont vendus en tant que parties optionnelles de l'instrument d'analyse et constituent une part importante de son coût total. Il est à noter que les passeurs d'échantillons pour différents appareils fonctionnent de manière très similaire et pourraient facilement être adoptés par différentes machines. Cependant, ceci est rare car les fabricants limitent souvent la compatibilité des accessoires à leur instrument d'analyse.
Le manque de compatibilité entre les instruments d'analyse de différents fabricants a été reconnu à plusieurs reprises comme un problème dans les scénarios analytiques,. Une solution souvent proposée est l'adoption de normes par différents fabricants qui permettrait aux machines de communiquer entre elles de façon transparente. Cependant, il y a eu peu de progrès réels dans ce domaine, malgré des efforts importants dans ce sens.
Il est à noter que de nombreux fabricants intègrent des ports de contact sur leurs passeurs d'échantillons, ce qui signifie qu'ils sont capables de communiquer avec les autres parties de la plupart des instruments d'analyse.
Une solution différente pour le manque de compatibilité entre les instruments d'analyse est leur couplage au moyen du langage de script,. De cette façon, des économies substantielles sont possibles.